# Johann Peter Theodor Janssen
Johann Peter Theodor Janssen zvaný Peter Janssen starší (12. prosince 1844, Düsseldorf – 19. února 1908, tamtéž) byl německý malíř.

## Život
Peter Jannsen se narodil jako prvorozený syn mědirytce a spoluzakladatele düsseldorfského spolku umělců „Malkasten“  Tammea Weyerta Theodora Jannsena  (1816–1894) a jeho ženy Laury (1822–1899), rozené Hasenclever. Měl dva bratry, architekta Theodora (1846–1886) a sochaře Karla (1855–1925.)

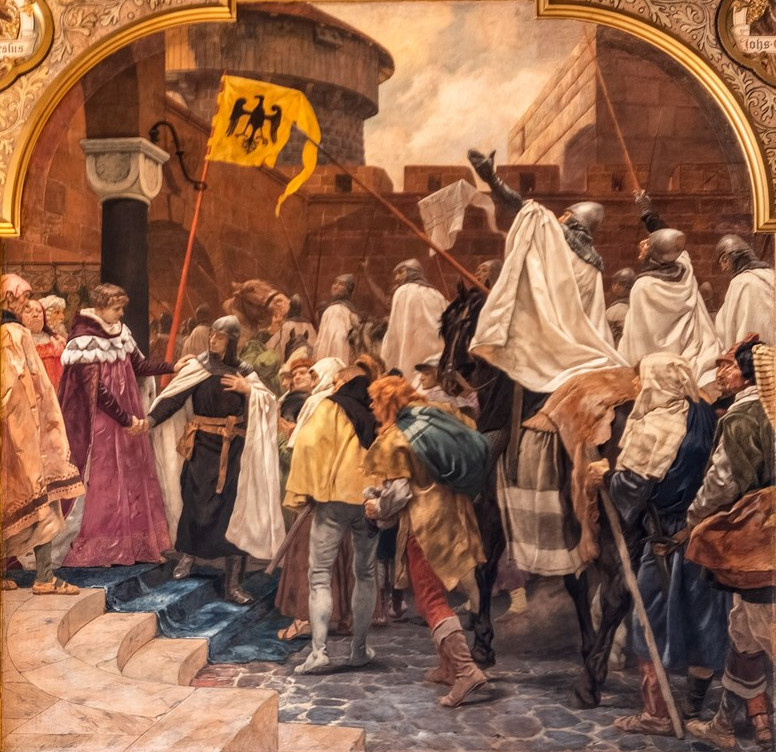
Janssens: „Císař Friedrich II.“

Už ve 14 letech byl Janssen přijat do Düsseldorfské akademie umění. Po ukončení svého vzdělání cestoval v roce 1864 Holandskem a Belgií. V roce 1865 pracoval v Mnichově a Drážďanech.
5. září 1873 se oženil s Jüdin Constanze Gottschalk se kterou měl čtyři děti. Jeho nejstarší syn Peter (* 1874) byl otcem umělce Petra Janssena mladšího a jeho syn Otto se stal vysokoškolským profesorem filozofie v Münsteru.
Roku 1877 byl Jannsen zaměstnán Düsseldorfskou akademií umění jako profesor.

## Dílo
Janssen vytvořil mnohé obrazové cykly, například výjevy z historie Erfurtu, které dnes visí ve slavnostním sále tamní radnice. Na düsseldorfské radnici je umístěna malba Bitva u Worringenu. Dalšími jeho díly tohoto žánru jsou Bitva u Torgau, Bitva u Hohenfriedebergu a Bitva u Fehrbellin